# 革命摇篮柑村小学旧址
革命摇篮柑村小学旧址，位于中国广东省茂名市化州市笪桥镇柑村，为化州市文物保护单位，类型为近现代重要史迹及代表性建筑，公布时间为1995年7月25日。
革命摇篮柑村小学旧址的历史年代为民国。